# Непереможна команда супермавпочок
«Непереможна команда роботів супермавпочок» (англ. Super Robot Monkey Team Hyperforce Go!) — американо-японський мультсеріал, який створнено продюсером та режисером Сіро Ніелі, який також є керівним продюсером Черепашок-ніндзя. Серіал розроблений компанією Walt Disney Animation, а анімацію виконувала The Answer Studio в Японії. 

## Сюжет
Дія мультсеріалу відбувається в Шуґазумі – місті, що займає більшу частину однойменної планети. Решта території називається «Зона втрачених років». Протагоніст — підліток на ім'я Чіро, гуляючи по місту, натрапив на величезного робота, забравшись всередину якого, він пробудив 5 мавп-біороботів. При цьому Чіро наділили могутньою «Силою приматів», зробивши лідером команди з п'яти мавп: Антарі, Ґібсона, Спаркса, Отто і Нови. Оскільки Чіро не був супергероєм від народження, п'ять роботів-мавп взялися за його навчання, щоб виростити з юного героя захисника всесвіту. У 1-2 сезоні головна мета команди — перемогти Короля Скелета. У 3 сезоні вони переслідують Хробака Найтемнішого. Череп Короля Скелета зрісся з хробаком і Команда намагається його знищити. В 4 сезоні Король Скелет відроджується.

## Виробництво
Мультсеріал був натхненний японською анімацією. Також на нього вплив мали «Зоряний шлях»,«Супер Сентай», «Могутні рейнджери», та «Зоряні війни». Аніматорка та дизайнерка Лінн Нейлор, що працювала над Самураєм Джеком, виконувала обов'язки художнього керівника. Головна пісня мультсеріалу виконується японським синті-поп гуртом Polysics.

## Персонажі

### Головні
Чіро — лідер Команди мавп. Йому 13 років. Має темне волосся і сині очі. Прокинувшись, Команда наділила Чіро «Силою приматів» і зробила його своїм лідером. Однак він вважає себе звичайним, непримітним хлопчиком. В процесі серіалу Чіро удосконалює свою «Силу приматів» під керівництвом Антарі і інших членів Команди. До серії «Загроза Короля Скелета» він був єдиним, хто розумів мову мавп.
Антарі — чорна мавпа в 1-му і 2-му сезонах. Заступник Чіро і його наставник. Антарі вчить Чіро керувати «Силою приматів». Його дуже поважають і люблять інші члени Команди. Антарі проводить більшість вільного часу розмірковуючи, медитуючи або патрулюючи Шуґазум. У фінальному епізоді 2-го сезону фізичне тіло Антарі було знищено Мандарином. Душа Антарі залишилася жива і зберігалася в Чіро. На початку 3-го сезону, в епізоді «Дикі Землі» його створив Чіро, в лабораторії, де була створена Команда. Нова версія Антарі — найсильніша мавпа в Команді, але в кінцевому рахунку вважалася невдачею і ніколи б не включилася, тому що вона була повністю роботизована і не могла володіти «Силою приматів». Коли дух Антарі був переданий від Чіро в тілі мавпи, він зберіг всі свої попередні повноваження у своїй новій формі, але все-таки був повністю роботизованим, а не біо-електронним, що дає йому трохи додаткових переваг. Має телепатичні здібності і металеві кігті.
Нова — жовта мавпочка з рожевими очима, єдиний член Команди жіночої статі (поки не прийняли Джин Мей) і третя за важливістю. Вона головний боєць команди і має вельми темпераментний характер. Є об'єктом любовного інтересу Спаркса і в 3-му сезоні вже не секрет, що це почуття взаємне. Її дуже любив творець Команди — Алхімік, коли він був людиною. Її зброя — броньовані кулаки.
SPRX-77 (або просто Спаркс — «Sparx») — пілот команди. Він, як і інші, незамінний і готовий прийти на допомогу в скрутну хвилину. Називає Чіро в основному не інакше як «Хлопець». Таємно закоханий у Нову, але ніяк не може їй в цьому зізнатися. В останній серії 4 сезону Нова сама зізнається йому у коханні, хоча й після пробудження від темних сил він нічого не пам'ятає. Часто підколює Ґібсона, через що справа доходить мало не до бійки, але обидва швидко остигають і забувають про те, що трапилося. Його зброя — магніти.
Містер Гел Ґібсон (або просто Ґібсон) — вчений команди. Зануда (в хорошому сенсі). Навчає Чіро різних наук. Зазвичай заглиблюється в тривалі пояснення чого-небудь, цікавого йому. Також зазнає труднощів у вирішенні питання «Отто є генієм чи навпаки?». До всього намагається підходити логічно, що дратує Спаркса. В оригінальній озвучці серіалу говорить з британським акцентом. Його зброя — лазерний дриль.
Отто — механік Команди. Хоча його талант в роботі з механічними пристроями неперевершений, він досить розсіяний в усьому іншому. Іноді він здається навіть дурненьким. Насправді він просто не занадто серйозно відноситься до навколишнього світу. Кожен раз, коли Гібсон пропонує ідею будь-якої зброї, Отто відразу створює його буквально за кілька секунд. Отто дуже любить розваги різного роду. Він любить давати імена монстрам, з якими Команда стикається. У потрібну хвилину Отто концентрується і робить все як треба. Оскільки мавпи є механіко-поліпшеними, наявність в Команді хорошого механіка є непоганою підмогою. Отто мріяв виступати в цирку. В епізоді «Зачарований цирк», його бажання здійснилося. Існує думка, що він, як і Спаркс, небайдужий до Нови (це помітно в багатьох серіях). Його зброя — енергетичні пили.
Джин Мей була знайдена Королем Скелетом, коли мляво плавала у відкритому космосі. Він зробив з неї робота, за допомогою якого він хотів знищити Чіро. Але цей план не спрацював і Джин Мей стала подругою Чіро. Джин Мей не пам'ятає нічого про своє життя до того, як вона стала роботом. Вона захищала Шуґазум в той час, як Супер-сила шукала Хробака Короля-Скелета. Вона може перетворюватися в гіганського робота з великою кількістю зброї. Навіть при тому, що Джин Мей сильний боєць, вона відноситься до решти дружелюбно і ввічливо. Вона дбала і хвилювалася за Чіро, навіть коли він перетворився в мавпу та тоді, коли полетів на довгий час, щоб боротися зі злом в 3-му сезоні серіалу. Зовні це красива дівчина з зеленими очима і рожевим волоссям.

### Лиходії
Король Скелет — абсолютне зло. Його мета — захоплення Шуґазума і знищення Команди. Він володіє необмеженою силою і робить все, що може для досягнення своїх цілей. Король-Скелет не завжди був найбільшим злом у всесвіті. Спочатку він був простим Алхіміком, який створив Команду. Одного разу, перед створенням Команди, з вини Мандарина, він потрапив під дію свого винаходу і був перетворений темною силою. Його лабораторія знаходиться в «Зоні втрачених років». Потім його місцем проживання була Цитадель Зла, космічний корабель, зроблений повністю з кісток, який також є його фортецею. Він також має улюбленого дракона, якого можна побачити в деяких епізодах. Знищується в кінці другого сезону, завдяки Антарі, але ще не раз атакує команду своїм вже бездушним тілом. В кінці 4-го сезону череп Короля Скелета був роздроблений, відкривши те, що Валіна назвала «кришталевим Черепом». За допомогою нього, шати Алхіміка, Крижаного Кристала Відплати, Полум'я Ненависті і Душі Зла, Король Скелет був відроджений Валіною і Мандарином в останньому епізоді 4-го сезону, «Душа Зла».
Червяк Найтемніший — частина всесвітніх темних сил, запущених в ядра планет ще при початку їх формування. В кінці другого сезону прокидається завдяки Королю Скелетові, але вціліти вдається лише його головної частини, антена на якої під час подій атакує череп Короля Скелета, перетворивши, тим самим, його на маріонетку. Разом з відірваним тілом Король Скелет втрачає здатність говорити, залишаючи, проте, здатність викрикувати окремі звуки. У перших серіях третього сезону, як з'ясовується завдяки Валін, черв'як регенерує, перший раз показуючись команді. Його основною метою тепер стає зараження планет, що кожен раз затримує суперсилу, не даючи можливості дігнати себе. Однак до кінця сезону все-таки вдається наздогнати його, а Чіро випустити останній заряд в голову Найтемнішого, після чого той проковтує їх. Будучи всередині чудовиська, Антарі розуміє, що вибратися, не знищивши залишки Короля Скелета, їм не вдасться, через що приймає рішення відрізати частину антени з черепом, що йому і вдається. Втративши зв'язок з хробаком, череп Короля Скелета миттєво випускає останні ознаки життя, а сам Найтемніший через всього декілька секунд вибухає.
Мандарин — шоста мавпа. Він був лідером Команди Суперсили до Чіро. На жаль, Мандарин захотів правити Шуґазумом, замість того, щоб захищати його і став лиходієм. Він був переможений і відправлений в Тюрму На Краю Світу, звідки згодом утік. Фізична форма Мандарина змінювалася кілька разів. Спочатку, після того, як він потрапив у в'язницю, з нього зняли майже всі механічні частини. Після втечі з в'язниці, він об'єднується з Королем Скелетом і після невдалої спроби переманити Чіро на свою сторону, Король Скелет створює для нього велике, мускулисте тіло. Незабаром, він розчарував Короля Скелета своїми невдалими спробами клонування Чіро в епізоді «Чіро Проти Чіро» (Versus Chiro), і був замінений своїм власним клоном. Доля оригінального Мандарина невідома. Фактично, клон Мандарина, містить в собі ту ж саму індивідуальність і спогади як і оригінал і, теоретично, може не розглядатися як клон. В останньому епізоді 2-го сезону «Я, Чіро» (I, Chiro), клон Мандарина (або як його ще називають фанати, «Мандарин-2») був проковтнутим Хробаком Короля Скелета. Далі, в епізоді «В утробі Чудовиська» (Belly of the Beast), Чіро зустрічається з ним, він став чимось типу зомбі через тривале перебування в центрі зла. Коли Черв'як був знищений, клон Мандарина (або як його також називають на форумах, «скелет-Мандарин» втік із залишками телемонстра і з Черепом Короля Скелета. Після цього, в Шуґазумі, Мандарин був змушений підкорятися Валіні, щоб разом з нею воскресити Короля Скелета.
Валіна (також відома як Чаклунка Черепа) колись була членом «круга скелетів», секретної секти, яка поклонялася Королю-скелет. Її лідери, Ма і Па Шенки, були батьками Валіни і вибрали її, для наділення силою Короля Скелета. Вплив Короля Скелета зробило її здатною керувати Дикими Землями і великими, прихованими джунглями, які розташовувалися в гігантських печерах, нижче поверхні Шуґазума. Вона була злою і потужної чарівницею, була здатна викликати Найтемнішого. Коли Команда і Джин Мей спробували врятувати Чіро в епізоді «Дикі Землі, Частина 2» (The Savage Lands, Part 2), Валіна спробувала викрасти Джин Мей. Вона викликала Найтемнішого, в спробі знищити Супер-силу. Коли Найтемніший був пошкоджений Антарі, вона втратила свою міць, і була переможена Чіро. Вона впала в кратер з мулом, а Дикі Землі і джунглі були зруйновані. Вона знову повернулася в 4-му сезоні, в епізоді "Привиди Шуґазума (Ghosts of Shuggazoom), але майже відразу ж потрапила в пастку в свій же медальйон, який знайшов Мандарин в цьому ж епізоді. Коли Мандарин зловживав її міццю, щоб реалізувати всі страхи команди, вона заманила в пастку його і хотіла використати череп Короля Скелета, щоб відродити його. В кінці 4-го сезону, в серії «Душа Зла» (Soul of Evil), їй це вдається, але відразу ж після свого воскресіння, Король Скелет, замість нагороди, вбиває її.
Безформні Посіпаки — це чорні істоти , схожі на скелетів, створені з якогось чорного мулу та діють як піхотинці армії Короля Скелета. Безформні посіпаки можуть їздити на мотоциклах, перетворювати свої руки на різноманітну зброю та об'єднуватися в гігантського монстра, під час нападів на Шуґазум та Супер Робота зокрема.
Джайрус Крінкл — сумний, самотній чоловік, який ріс, бажаючи піклуватися про чистоту міста. Він — фанат Супер-сили, його фанатизм незабаром перетворився в нав'язливу манію. Крінкл, в 1-му сезоні, в епізоді «Людина, якого звали Крінкл», був одним з команди прибиральників, яка прибирала місто після боїв Команди. Але він був звідти звільнений. Крінкл — технічний геній. Він спробував приєднатися до команди, але ті відмовили йому, думаючи, що він просто один з фанатів. У люті, Джайрус з'явився в Супер-роботі в костюмі Чіро, «промив мізки» мавпам, налаштував їх проти Чіро. Коли Крінкл був схоплений, його відправили в Тюремну лікарню на Рейнджері-7. В 4-му сезоні він з'явився знову, в епізоді «Подія на Рейнджері-7». Як з'ясувалося, він примудрився захопити в'язницю і перепрограмувати тюремний персонал. Крінкл затягнув Чіро і Команду в свій розум, за допомогою створеного ним винаходу. У його розумі була деформована версія Шуґазума з його особою всюди. У своєму світі він мав будь-які повноваження, і міг робити те, що він хотів. Після знищення перетворювача, Крінкл зник.
ТВ Монстр/ Дроїд Короля Скелета — чорний і громіздкий, але потужний робот, створений особисто Королем Скелетом як його вісник. У першому сезоні, оскільки Король Скелет не міг покинути Цитадель Кістки, Телевізійний монстр виконував свою роботу, несучи свою сутність куди завгодно. Він зазанав поразки наприкінці 1 сезону і не був помічений до кінця 2 сезону, де його здуло з Цитаделі Кістки, але очевидно, не було знищено. Він повернувся на початку 3 сезону, викрадений зараженим розумом робота, який мав намір знищити все, що коли-небудь контактувало з Королем Скелетом. ТВ Монстр злився із залишками розуму робота, ставши Дроїдом-Королем Скелетом (або Дроїдом Скелетом). Наприкінці 3 сезону його знищив Супер Робот. Мандарин знайшов Дроїда і тепер використовує як корабель.

### Союзники
Аліа — одна з небагатьох, хто вижив після знищення своєї рідної планети Аркадія, Комодор Варконі. Допомагала Супер-силі в боротьбі з Варконі.
Прометей-5, п'ятий, і останній з ряду роботів, першим з якого був Супер-робот. Незабаром після того, як Прометей-5 був сконструйований, один з його творців, професор Маезоно, спробував пересадити свій мозок в Прометей-5, щоб знайти безсмертя і безмежну силу. Однак, його партнер, професор Такеючі, завадив йому. В результаті сталося перевантаження і трапився вибух, через який загинув професор Такеючі, а професору Маезоно не вдалося пересадити свій мозок в тіло робота, але також не вдалося врятувати своє власне тіло. З тих пір Прометей-5 і мозок професора Маезоно ведуть боротьбу за знищення один одного. На відміну від Супер Робота, Прометей-5 використовує людську мову (хоча він чує, розуміє і переводить мову Супер Робота).

## Показ
В Україні транслювався на каналі «UA: Перший» та на каналі Jetix. 